# Eulogio Robles Pinochet
Eulogio Robles Pinochet (Pozo Almonte 1831 - Linares 7 maart 1891) was een Chileens generaal. Hij nam zowel deel aan de Salpeteroorlog (1879-1883) als de Chileense Burgeroorlog (1891). 

## Biografie
Hij was de zoon van kapitein José Gregorio Robles Menéndez en Bernardina Pinochet Seguel. Hij nam deel aan onderdrukking van de revoluties van 1851 en 1859. Tijdens die laatste revolutie, hij was inmiddels luitenant, werd hij gevangengenomen door de opstandelingen. Nadat de revolutie was neergeslagen kwam hij echter vrij. 
Als kapitein nam hij deel aan de bezetting en pacificatie van Araucanía en in 1865 maakte hij deel uit van de expeditie naar Chiloé tijdens de oorlog met Spanje. Hij vocht vervolgens in diverse veldslagen tijdens de Salpeteroorlog en op 20 februari 1881 werd hij benoemd tot voorzitter van het militaire tribunaal te Tocopilla. Op 31 mei 1881 bereikte hij de rang van kolonel en op 25 februari 1882 werd hij voorzitter van het militaire tribunaal te Huancayo. Vervolgens maakte hij deel uit van de militaire campagnes in de Sierra, Peru en keerde op 10 februari 1883 naar Chili terug. 
Tijdens de Burgeroorlog van 1891 koos hij de zijde van de regering onder president José Manuel Balmaceda en werd benoemd tot plaatsvervangend chef van de generale staf. Hij nam deel aan diverse veldslagen. Na de Slag bij Huara op 17 februari 1891 en werd aangesteld als commandant van een divisie. Hij werd verslagen bij de Slag bij Pozo Almonte (6 maart 1891) en raakte ernstig gewond. Hij werd opgenomen in een veldhospitaal van het Rode Kruis. Ofschoon onder bescherming van het Rode Kruis, belette dit de revolutionaire rebellen niet om hem genadeloos af te slachten.
Hij ontving postuum de rang van brigadegeneraal.

## Familie
Hij was getrouwd met Rosario Rodríguez Téllez (1835-?) en had kinderen.
Eulogio Robles Pinochet is verwant aan generaal Augusto Pinochet (1915-2006), militair dictator van Chili van 1973 tot 1990.